# 雛乃木まや
雛乃木 まや（ひなのぎ まや、4月24日 - ）は、日本の女性声優、バーチャルタレント、バーチャルYouTuber。22歳。 

## 概要
『癒やし・感動・夢』をテーマとした声を提供している女性声優・バーチャルタレントであり、『SHOWROOM』や『17LIVE』ではバーチャルYouTuberとして活動する。
女性ボーカルの生声で歌ったり、ゲームやアニメ動画のキャラクターを演じたり、動画CMなどのナレーションを提供し、歌声合成ソフトウェア「UTAU」音源の提供、MMDモデル雛乃木まやの無料提供などをしている。
2015年からマテリアライザーのプロデュースにて活動開始。
2018年11月、TVアニメ『賢者の孫』エンディング曲&声優デビューオーディション特別賞受賞。
2018年12月、SHOWROOM AWARD 2018 において、「SHOWROOM AWARD 2018 特別賞 〜バーチャル部門〜」受賞。
『賢者の孫』のメイ＝フォン＝アールスハイド役にて、テレビアニメ初出演。

## 人物
髪色は黒で、髪型はストレートロング。目色は濃紺。
好きなものは、桜、和服、歌。嫌いなものは、デリカシーのない人、うそをつく人、マナーが悪い人。

## 出演
太字はメインキャラクター。

### テレビアニメ
- 賢者の孫（2019年、メイ＝フォン＝アールスハイド[5]）

### ゲーム
2015年
- 幼児向けパズルアプリ「ムーナパズル」
- Moona Puzzles Heroes

2016年
- アイスクリーム屋 トニーのお店」（全CV）
- パズルアプリ「Toddller zoo」
- カルト・ホラー（メインキャラ）

2017年
- 脳トレゲーム「つちこれっ」（つちのこ姫）

2018年
- Keiko Everlasting（Yuri）
- 入眠サポートアプリ「眠れない夜に」（公式声優テラー）

### ナレーション
2016年
- English Vocabulary 2000 - 日本語吹替ナレーション
- カメレオンペン - 日本語吹替ナレーション
- BrowserFreedom - 日本語吹替ナレーション
- Agoro the Phobic Monster S01 Episode7 - Legendary 役

2017年
- 戦艦陸奥主砲里帰り記念式典 VR戦艦陸奥
- 全国仲人連合会 公式CM
- ロータリークラブ設立40周年記念ビデオ

2018年
- xR Teck Tokyo#11 - イベントアテンド